# Niko Eeckhout
Niko Eeckhout nascido a 16 de dezembro de 1970 em Izegem (Bélgica) é um ex-ciclista belga sua última equipa foi o An Pos-Sean Kelly. Seu maior lucro foi o Campeonato de Bélgica em Estrada do 2006.

## Biografia
Eeckhout começou sua carreira em 1993 correndo para a pequena equipa Collstrop. De imediato começou a ganhar carreiras de menor importância como o Campeonato belga de Flandes e o Omloop Mandel-Leie Escalda. Em 1997 e 1998 correu para Lotto, e depois dois anos para a equipa Palmans. Eeckhout teve uma temporada de avanço quando alinhou pelo Lotto-Adecco em 2001, ganhando 11 corridas, incluindo Através de Flandes e o Memorial Rik Vão Steenbergen.
Eeckhout seguiu lutado por vitórias outras duas temporadas e ao final de 2004 seu contrato com Lotto-Adecco terminou e precisava encontrar uma nova equipa. Assinou pela equipa Chocolade Jacques e encontrou sua segunda juventude. Começou a temporada 2005 ganhando Através de Flandes, e passou a ganhar corridas importantes, incluindo o Grand Prix d'Isbergues e uma etapa dos Três dias da Panne. Em 2006 continuou ganhando, conseguindo os Três dias de Flandes-Ocidentais mais 1 etapa em dita carreira. Em junho de 2006 ganhou a carreira mais importante de sua carreira, o Campeonato de Bélgica em Estrada disputado em Amberes superando a Tom Boonen e a Philippe Gilbert,. Eeckhout teve outra grande temporada em 2006, ganhando 6 corridas, o que lhe fizeram se proclamar campeão do UCI Europe Tour 2005-2006. No pelotão ganhou-se o apelido de "Rambo" por ser especialmente duro durante as corridas.
Em 24 de agosto de 2013 anunciou sua retirada do ciclismo depois de vinte temporadas como profissional e com 42 anos de idade. Desde 2015 é director desportivo do conjunto An Post-ChainReaction.

## Palmarés
| 1992 (como amador) - Kattekoers 1993 - Circuito das Ardenas Flamencas– Ichtegem - Circuit des Meetjesland - 2 etapas do Tour de Poitou-Charentes - Circuit de l'Escaut 1996 - Grande Prêmio Villa de Lillers - Campeonato de Flandres - Zellik-Galmaarden 1997 - Grande Prêmio Villa de Lillers 1998 - Campeonato de Flandres 2000 - Grande Prêmio Rudy Dhaenens - Circuit da Cote Ouest - Campeonato de Flandres - Circuito de Houtland 2001 - Estrela de Bessèges, mais 1 etapa - 1 etapa da Volta à Dinamarca - Memorial Rik Van Steenbergen - Grande Prêmio Jef Scherens - Através de Flandes - Delta Profronde - 1 etapa do Circuito Franco-Belga 2003 - Memorial Rik Van Steenbergen - 1 etapa do Tour de Valônia 2004 - Delta Profronde - 1 etapa da Ster Elektrotoer | 2005 - Através de Flandes - 1 etapa dos Três dias da Panne - Grande Prêmio de Isbergues - Circuit de l'Escaut - 1 etapa do Circuito Franco-Belga 2006 - Campeonato de Bélgica em Estrada - Omloop vão het Waasland - Três Dias de Flandes Ocidental, mais 1 etapa - Memorial Rik Van Steenbergen - Campeonato de Flandres - 1 etapa do Circuito Franco-Belga - UCI Europe Tour 2007 - Omloop van het Waasland 2008 - Omloop van het Waasland - 3º no Campeonato de Bélgica em Estrada 2009 - 2 etapas da Volta a Extremadura - 1 etapa do FBD Insurance Rás - Grande Prêmio da Villa de Zottegem - Memorial Rik Van Steenbergen 2010 - 1 etapa da Estrela de Bessèges - 1 etapa de ronde de la l'Oise 2011 - 1 etapa dos Três Dias de Flandes Ocidental 2012 - Omloop der Kempen - Schaal Sels |

## Resultados nas grandes voltas
| Corrida            | 1992 | 1993 | 1994 | 1995 | 1996 | 1997 | 1998 | 1999 | 2000 | 2001 | 2002 | 2003 | 2004 | 2005 | 2006 | 2007 | 2008 | 2009 | 2010 | 2011 | 2012 | 2013 |
| ------------------ | ---- | ---- | ---- | ---- | ---- | ---- | ---- | ---- | ---- | ---- | ---- | ---- | ---- | ---- | ---- | ---- | ---- | ---- | ---- | ---- | ---- | ---- |
| Giro de Itália     | -    | -    | -    | -    | -    | -    | -    | -    | -    | Ab.  | -    | -    | -    | -    | -    | -    | -    | -    | -    | -    | -    | -    |
| Tour de France     | -    | -    | -    | -    | -    | -    | -    | -    | -    | -    | -    | -    | -    | -    | -    | -    | -    | -    | -    | -    | -    | -    |
| Volta a Espanha    | -    | -    | -    | -    | -    | -    | -    | -    | -    | -    | -    | -    | -    | -    | -    | -    | -    | -    | -    | -    | -    | -    |
| Mundial em Estrada | -    | -    | -    | -    | -    | -    | -    | -    | -    | -    | -    | -    | -    | -    | -    | -    | -    | -    | -    | -    | -    | -    |

-: não participa
Ab.: abandono